# 奥尔施塔尔
奥尔施塔尔是奥地利下奥地利州根瑟恩多夫县的一个市镇。总面积15.18平方公里，总人口1863人，人口密度122.7人/平方公里（2005年）。